# Nowa Sarzyna
Nowa Sarzyna is een stad in het Poolse woiwodschap Subkarpaten, gelegen in de powiat Leżajski. De oppervlakte bedraagt 9,15 km², het inwonertal 6430 (2005).

## Verkeer en vervoer
- Station Nowa Sarzyna
- Station Nowa Sarzyna Kolonia

## Geboren
- Kazimierz Stafiej (1968), Pools wielrenner